# Commutateur (électromécanique)
Pour les articles homonymes, voir Commutateur.

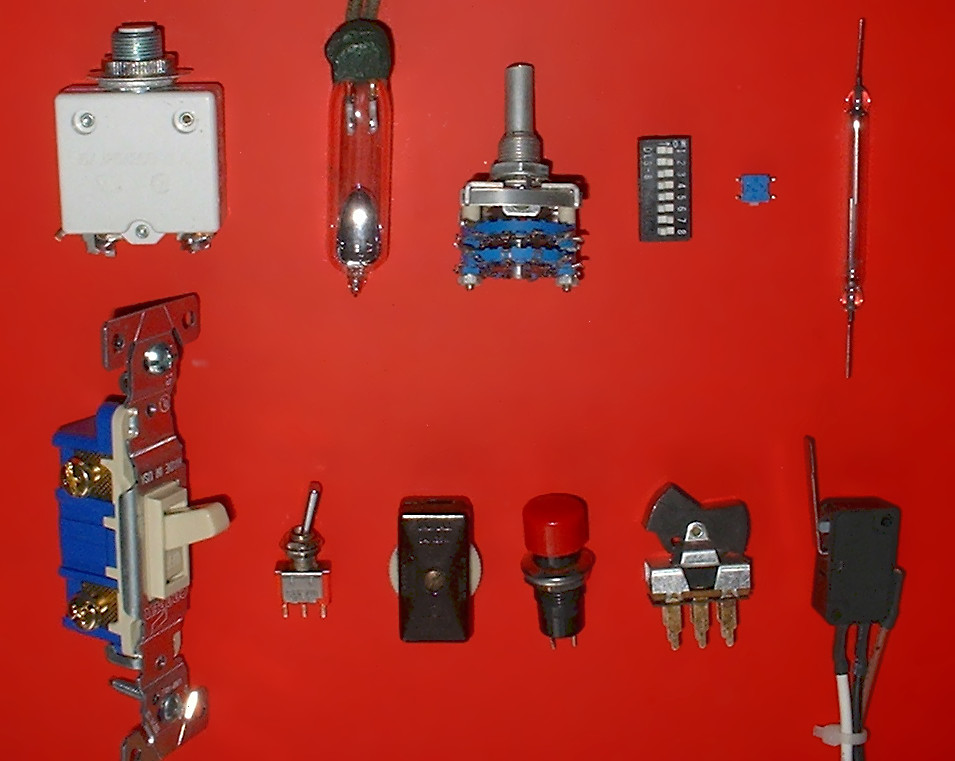
Différents commutateurs.

En électromécanique, un commutateur permet de choisir entre plusieurs états actifs d'un appareil généralement de manière mécanique, en transférant la connexion d'un ensemble de conducteurs à un autre. Ils ont différentes fonctions telles que couper, établir ou orienter un courant électrique entre au moins deux bornes (ou pôles) de contacts, ou le distribuer à volonté dans différents circuits.  

## Origine
Commutateur vient de commuter (latin commutare) changer. Commuter en électricité est l'action de transférer un courant électrique d'un circuit à un autre, ce que fait un commutateur.  
Il est parfois aussi synonyme d'interrupteur dans le sens où il interrompt un circuit soit pour l'arrêter, soit pour le rediriger vers un ou plusieurs autres circuits. 

## Types

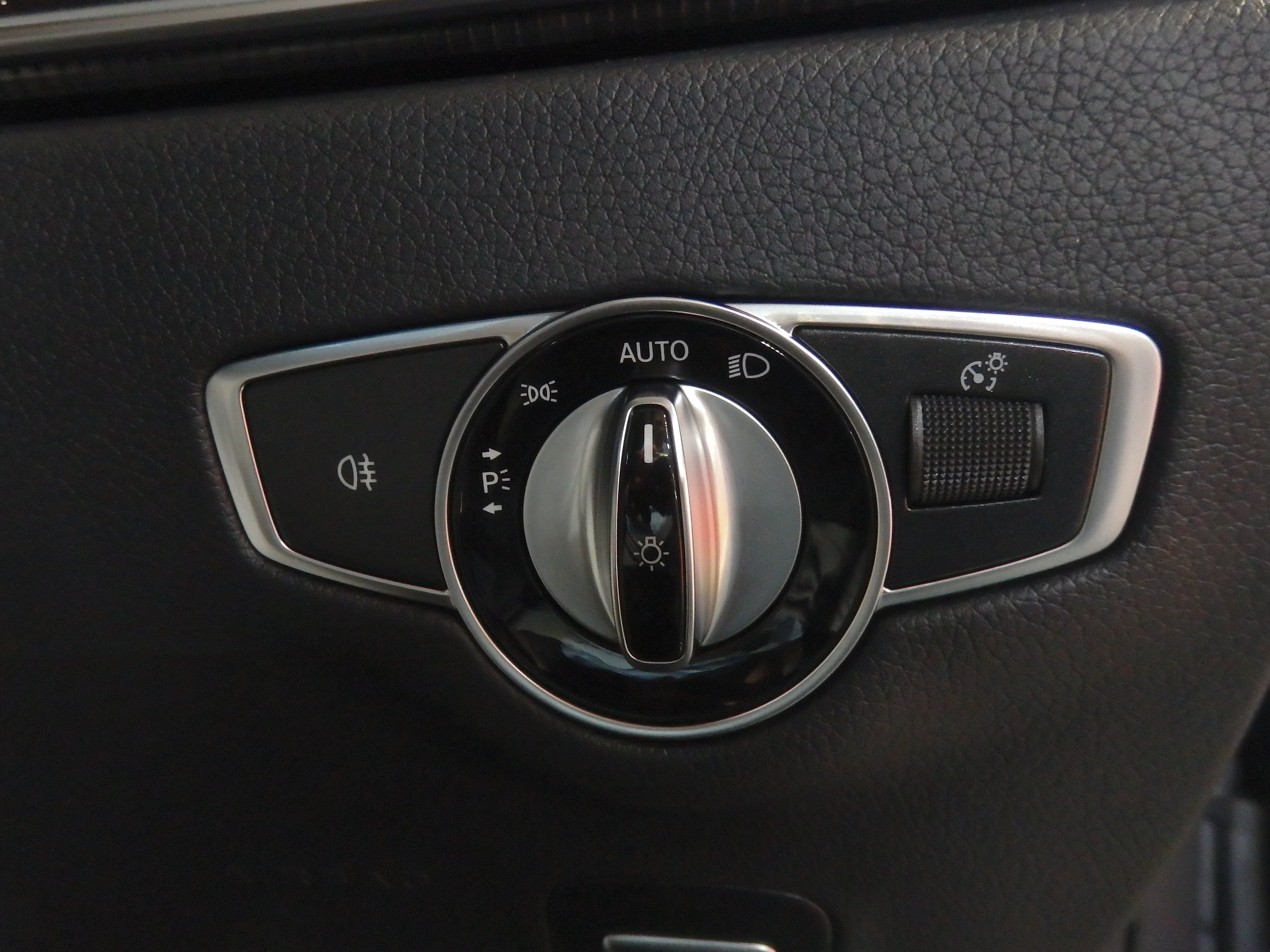
Commutateur rotatif.

Le terme couvre de nombreux usages avec des appellations parfois spécifiques ou techniques et en fonction du nombre de bornes ou d'ensemble de contacts, du nombre de positions des contacts et du type de bouton.
Les boutons de commutation peuvent être simples, doubles et plus, à glissières, à levier, rotatifs, a bouton poussoirs, à clef, revenir ou pas dans leur position initiale ou avoir un rappel à zéro.
Dans le domaine des nanotechnologies, il existe des « nano-commutateurs optiques », susceptibles de contrôler des nanomoteurs et des nanomachines ; ils sont activés par certaines longueurs d'onde de la lumière (dans l'ultraviolet en général) : ils utilisent des molécules du groupe des diaryléthènes, qui ont une capacité à changer de configuration sous l'effet de la lumière, ce qui les rend intéressants pour la réalisation de commutateurs optiques ultra-rapides.

## Utilisation

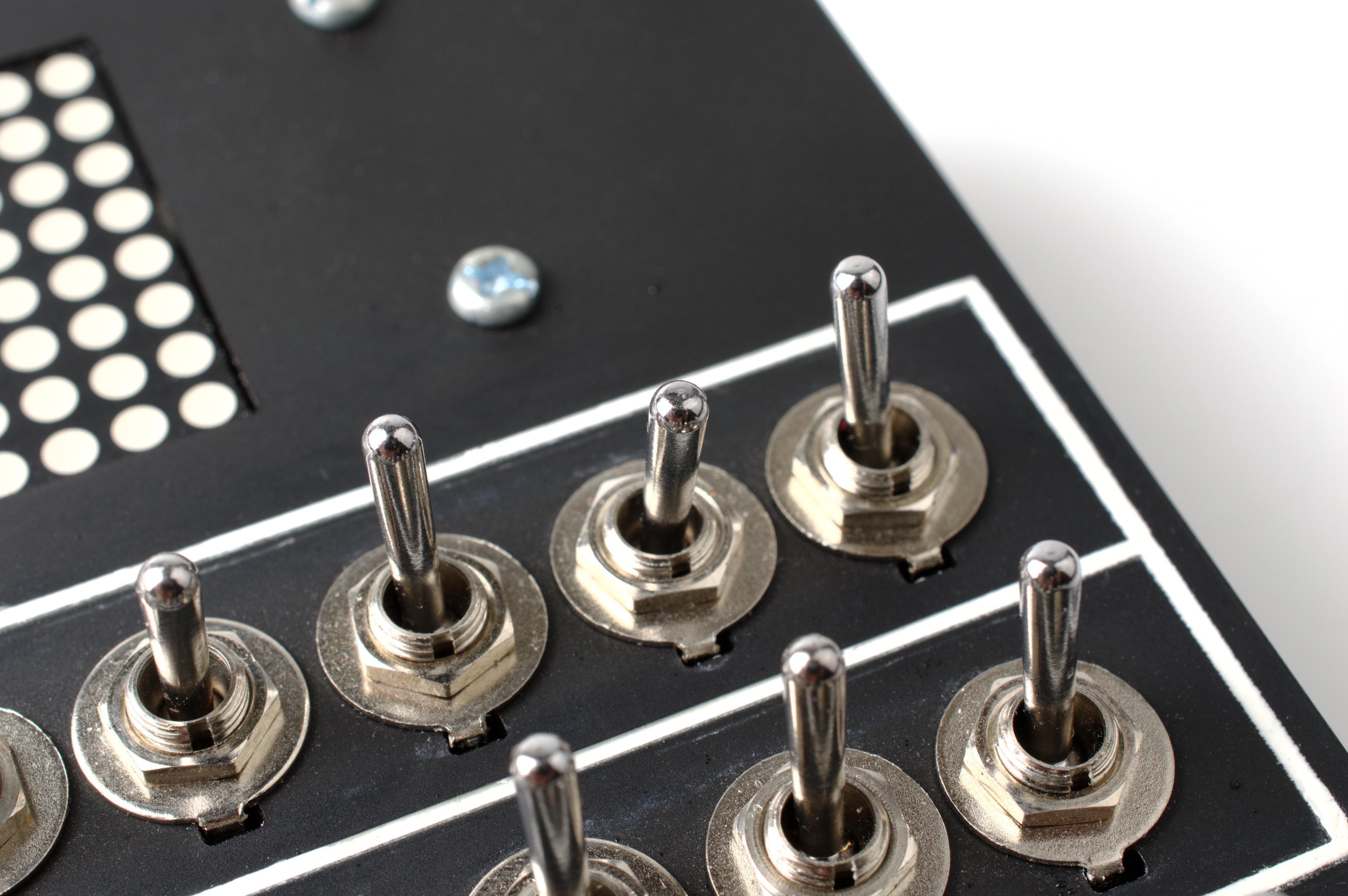
Commutateurs à bascule

Les commutateurs sont utilisés pratiquement partout où l'on emploie de l'électricité, au minimum comme interrupteur marche/arrêt, mais aussi comme sélecteur à gradins, inverseur, sélecteur de mesure, inverseur de marche, sélecteur/inverseur étoile-triangle, sélecteur de vitesse, va-et-vient, télérupteurs.
On en retrouve dans les bâtiments, l'automobile, l'industrie, l'aviation, l'électronique, l'informatique, la téléphonie, la sonorisation, etc.

## Abréviations
Dans les nomenclatures commerciales, des abréviations sont utilisées pour répertorier les différents commutateurs du marché. 

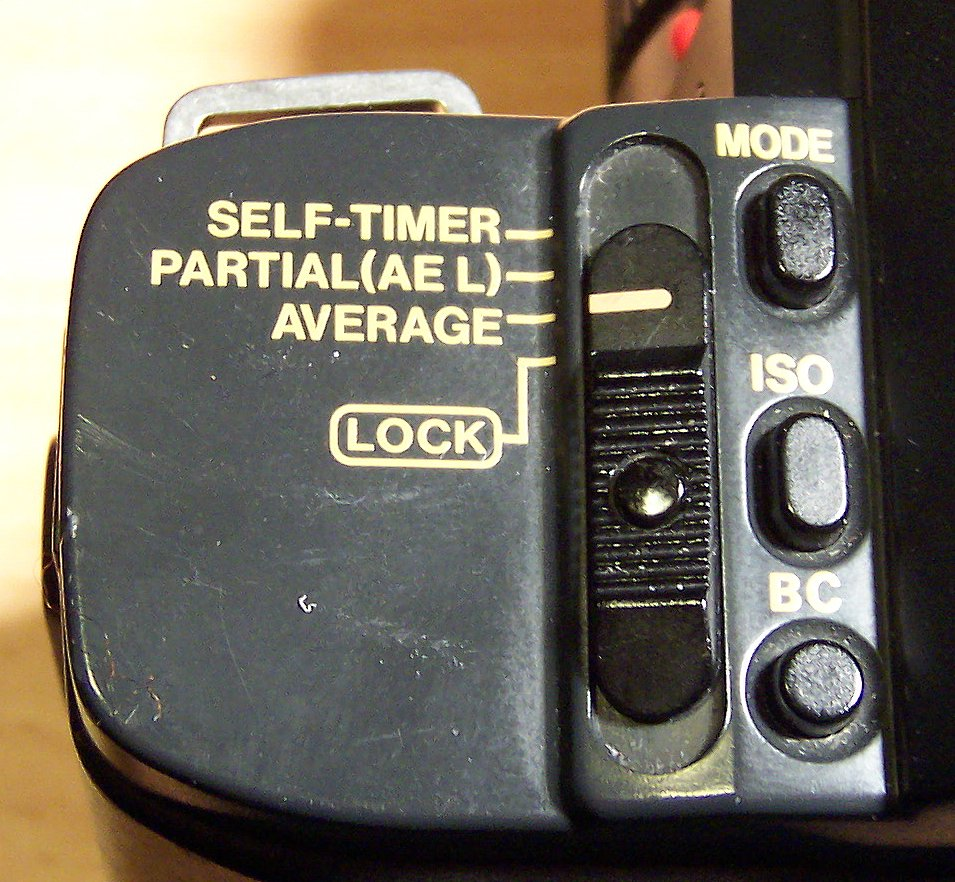
Commutateurs à glissière et à boutons poussoirs.

- P pour Pole (pôle ou borne) : indique le nombre d'ensembles de contacts. Par exemple, 2P indiquera 2 pôles.
- S pour Simple ou Single.
- D pour double.
- T pour Throw (Single-Throw = unidirectionnel, Double-Throw  =inverseur)
- RT, pour Repos-Travail[2] indique le nombre de circuits distincts. Par exemple  dans une nomenclature commerciale  2R/T ou 2RT ou RT2  indiquera que le commutateur possède 2 circuits distincts.

| Commutateur SPST | Commutateur SPST |
| Commutateur SPDT | Commutateur SPDT |
| Commutateur DPDT | Commutateur DPDT |